# Heaven and Hell (zespół muzyczny)
Heaven and Hell – brytyjski projekt muzyczny stworzony przez ówczesnych muzyków Black Sabbath: gitarzystę Tony’ego Iommiego i basistę  Geezera Butlera oraz byłych muzyków Black Sabbath: Ronniego Jamesa Dio i Vinny’ego Appice’a. Projekt uzyskał „oficjalne błogosławieństwo” Ozzy’ego Osbourne’a. Początkowo w zespole miał także grać Bill Ward, perkusista Black Sabbath, jednak stwierdził, że może nagrywać w studiu, ale w trasę nie pojedzie. Wtedy posadę perkusisty przyjął Vinny Appice.
Dio i Appice już wcześniej współpracowali z Black Sabbath. Nagrali z zespołem albumy Mob Rules oraz Dehumanizer. Dio brał również udział w powstaniu płyty Heaven and Hell (stąd też pochodzi nazwa projektu). Zespół ruszył w światowe tournée. W 2009 roku ukazał się pierwszy i jedyny album zespołu pt. The Devil You Know.
16 maja 2010 zmarł wokalista zespołu Ronnie James Dio.

## Dyskografia

### Albumy studyjne
| Rok  | Tytuł                                                                | Pozycja na liście | Pozycja na liście | Pozycja na liście | Pozycja na liście | Pozycja na liście | Pozycja na liście | Pozycja na liście | Pozycja na liście | Pozycja na liście | Pozycja na liście | Pozycja na liście | Pozycja na liście | Pozycja na liście |
| Rok  | Tytuł                                                                | POL               | USA               | FIN               | SWE               | NOR               | GBR               | DNK               | CHE               | AUT               | NLD               | ITA               | FRA               | ESP               |
| ---- | -------------------------------------------------------------------- | ----------------- | ----------------- | ----------------- | ----------------- | ----------------- | ----------------- | ----------------- | ----------------- | ----------------- | ----------------- | ----------------- | ----------------- | ----------------- |
| 2009 | The Devil You Know - Data: 28 kwietnia 2009 - Wydawca: Rhino Records | 20                | 8                 | 5                 | 8                 | 15                | 21                | 26                | 31                | 37                | 38                | 50                | 53                | 95                |

### Albumy koncertowe
| 2007                           | Live from Radio City Music Hall - Data: 28 sierpnia 2007 - Wydawca: Rhino Records                        | 99 | 18 | 77 | - RIAA: złota płyta |
| 2010                           | Neon Nights: 30 Years of Heaven & Hell - Data: 16 listopada 2010 - Wydawca: Columbia Music Entertainment | –  | –  | –  |                     |
| „–” pozycja nie była notowana. | |    |    |    |                     |

## Nagrody i wyróżnienia
| Rok  | Kategoria  | Tytułem            | Nagroda                         | Nota | Źródło |
| ---- | ---------- | ------------------ | ------------------------------- | ---- | ------ |
| 2010 | Best Album | The Devil You Know | Metal Hammer Golden Gods Awards | Laur | [ 8 ]  |